# Javi Galán
Javier Galán Gil (Badajoz, 19 november 1994) is een Spaans voetballer die doorgaans als linksback speelt. Hij verruilde Celta de Vigo in 2023 voor Atlético Madrid. 

## Clubcarrière

### CD Badajoz
Galán speelde in de jeugd bij CD San Roque, CP Don Bosco en CP Flecha Negra, voor hij in 2013 ging spelen voor CD Badajoz, dat uitkwam in de Segunda División B. Daar speelde hij in twee seizoenen 62 wedstrijden, waarin hij vijf keer scoorde.

### Córdoba CF
In de zomer van 2015 tekende Galán bij Córdoba CF, waar hij in eerste instantie in het B-elftal uitkwam, dat ook speelde in de Segunda División B. Hij speelde 56 wedstrijden voor het B-elftal en kwam daarin tot zeven goals. Op 12 oktober 2016 debuteerde hij in de Copa del Rey tegen Cádiz voor het eerste elftal, begin december brak hij ook in de competitie door in het eerste. Op 17 december scoorde hij tegen Real Oviedo zijn eerste doelpunt voor Córdoba. Hij speelde vervolgens 84 wedstrijden voor de club, waarin hij goed was voor vijf goals en tien assists.

### SD Huesca
Halverwege het seizoen 2018/19 werd Galán aangetrokken door Primera División-club SD Huesca, dat laatste stond op dat moment en één miljoen euro voor hem betaalde. Op 1 februari maakte hij met een assist zijn debuut in een 4-0 overwinning op Real Valladolid. Hoewel Galán tien punten pakte in zijn eerste vijf competitiewedstrijden, degradeerde Huesca aan het eind van het seizoen toch uit de hoogste Spaanse competitie. Daarop promoveerde Huesca direct weer, met Galán in 28 competitiewedstrijden als linksback. Hoewel hij daarna slechts één wedstrijd miste, degradeerde Galán toch opnieuw uit de Primera División. In 83 wedstrijden kwam Galán tot twee goals en vijf assists.

### Celta de Vigo
Ondanks de degradatie bleef Galán behouden voor de Primera División, aangezien Celta de Vigo de verdediger voor vier miljoen euro overnam. Hij maakte op 15 augustus 2021 zijn debuut voor Celta Vigo tegen Atlético Madrid. Hij miste in twee seizoenen slechts twee wedstrijden en eindigde tweemaal keurig in de middenmoot met Celta.

### Atlético Madrid
Voor vijf miljoen euro maakte Galán in de zomer van 2023 de overstap naar Atlético Madrid. Hij maakte op 16 september tegen Valencia zijn debuut voor de club. Op 4 oktober maakte hij tegen Feyenoord zijn debuut in de Champions League. Hij speelde slechts negen wedstrijden in zijn eerste halfjaar in de Spaanse hoofdstad. Daarop werd hij voor een jaar verhuurd aan Real Sociedad. Voor die club maakte hij op 27 januari 2024 tegen Rayo Vallecano zijn debuut. Hij speelde in het CL-tweeluik tegen Paris Saint-Germain, waarin Real Sociedad werd uitgeschakeld, en was vaste basiskracht in de competitie totdat hij drie van de laatste competitiewedstrijden miste door een teenblessure.
In oktober 2024 veroverde hij een basisplaats op linksback bij Atlético, nadat Reinildo Mandava hem de eerste zeven speelrondes op de bank had gehouden. 

## Clubstatistieken
| Seizoen        | Club            | Competitie         | Competitie | Competitie | Beker | Beker | Internationaal | Internationaal | Totaal | Totaal |
| Seizoen        | Club            | Competitie         | Wed.       | Dlp.       | Wed.  | Dlp.  | Wed.           | Dlp.           | Wed.   | Dlp.   |
| -------------- | --------------- | ------------------ | ---------- | ---------- | ----- | ----- | -------------- | -------------- | ------ | ------ |
| 2013/14        | CD Badajoz      | Segunda División B | 34         | 2          | –     | –     | –              | –              | 34     | 2      |
| 2014/15        | CD Badajoz      | Segunda División B | 28         | 3          | –     | –     | –              | –              | 28     | 3      |
| 2015/16        | Córdoba B       | Segunda División B | 34         | 7          | –     | –     | –              | –              | 34     | 7      |
| 2016/17        | Córdoba B       | Segunda División B | 22         | 0          | –     | –     | –              | –              | 22     | 0      |
| 2016/17        | Córdoba         | Segunda División A | 17         | 2          | 4     | 0     | –              | –              | 21     | 2      |
| 2017/18        | Córdoba         | Segunda División A | 40         | 2          | 1     | 0     | –              | –              | 41     | 2      |
| 2018/19        | Córdoba         | Segunda División A | 20         | 0          | 2     | 1     | –              | –              | 22     | 1      |
| 2018/19        | SD Huesca       | Primera Division   | 16         | 0          | 0     | 0     | –              | –              | 16     | 0      |
| 2019/20        | SD Huesca       | Segunda División A | 28         | 1          | 2     | 0     | –              | –              | 30     | 1      |
| 2020/21        | SD Huesca       | Primera Division   | 37         | 1          | 0     | 0     | –              | –              | 37     | 1      |
| 2021/22        | Celta de Vigo   | Primera Division   | 37         | 0          | 2     | 0     | –              | –              | 39     | 0      |
| 2022/23        | Celta de Vigo   | Primera Division   | 37         | 0          | 3     | 1     | –              | –              | 40     | 1      |
| 2023/24        | Atlético Madrid | Primera Division   | 5          | 0          | 2     | 0     | 2              | 0              | 9      | 0      |
| 2023/24        | → Real Sociedad | Primera Division   | 14         | 0          | 2     | 0     | 2              | 0              | 18     | 0      |
| 2024/25        | Atlético Madrid | Primera Division   | 12         | 0          | 4     | 0     | 5              | 0              | 21     | 0      |
| Carrièretotaal | Carrièretotaal  | Carrièretotaal     | 381        | 18         | 22    | 2     | 9              | 0              | 412    | 20     |

Bijgewerkt op 7 februari 2025.